# Oka Giner
Oka Giner (née Okairy Alejandra Giner Arredondo à Mexico, le 30 novembre 1992) est une actrice mexicaine qui s’est fait connaître grâce à son rôle de Bárbara Fuenmayor dans la série télévisée mexicaine Gossip Girl: Acapulco (2013).

## Biographie

### Enfance et formation
Oka Giner est née à Camargo, dans l’État de Chihuahua, au Mexique. Enfant, elle participait à des concours de beauté. À l’âge de 17 ans, elle a travaillé comme mannequin localement et a été photographiée pour un shooting publié dans le journal en ligne El Diario de Chihuahua en 2010. Elle a également étudié les danses polynésiennes (hawaïenne et tahitienne) pendant 11 ans. Très tôt, elle a montré un intérêt pour la scène, mettant en scène et jouant dans des pièces de théâtre avec ses cousins lors de réunions de famille. Elle a ensuite intégré l’Université autonome de Chihuahua, où elle a étudié les sciences de la communication.

### Débuts télévisuels
Elle a quitté l’université pour auditionner et a été admise au Centro de Educación Artística (CEA), l’école de théâtre gratuite de Televisa, à Mexico. En janvier 2012, elle quitte Camargo pour s’installer à Mexico et suivre sa formation. Lors de sa première année au CEA, elle auditionne pour un projet du producteur Pedro Torres : Gossip Girl: Acapulco, une adaptation mexicaine de la célèbre série américaine.
À l'origine, le rôle de Bárbara Fuenmayor avait été attribué à Mariana Van Rankin, mais celle-ci a quitté le projet, et Oka Giner a été choisie pour la remplacer. Malgré son manque d’expérience professionnelle, elle décroche ce rôle principal, devenant la dernière à être choisie pour la distribution officielle annoncée en janvier 2013. Le tournage de Gossip Girl: Acapulco débute le 21 janvier 2013 à Acapulco et s’achève en mai 2013. La série est diffusée exclusivement sur la chaîne Golden Premier à partir du 5 août 2013. Bien que la série ait rencontré un succès au Mexique, elle n’a pas été renouvelée pour une seconde saison et a été annulée officiellement le 14 janvier 2014.
Après la fin de la série, Oka retourne au CEA en juillet 2013 pour poursuivre sa deuxième année d’études. En mars 2014, elle auditionne pour un rôle principal dans la telenovela Hasta el fin del mundo, sans succès. Elle obtient cependant un rôle récurrent dans la série Señorita Pólvora en juillet 2014.
En septembre 2013, elle devient égérie de la marque Always Platinum, apparaissant dans des publicités télévisées au Mexique. Son court-métrage M de iMportante a été publié en juillet 2014 sur son compte Twitter via Vimeo.
En 2015, elle joue dans la télénovela Bajo el mismo cielo, diffusée entre le 28 juillet 2015 et le 25 janvier 2016 sur Telemundo. Le premier épisode a connu l’une des meilleures audiences de ces trois dernières années sur la chaîne. Le 8 août 2015, elle commence le tournage de la série ¿Quién es quién?, ce qui l'amène à déménager à Miami. La série est diffusée au Mexique sur Gala TV le 26 octobre 2015.

## Vie privée
Le 10 décembre 2022, Oka Giner épouse le comédien vénézuélien Nacho Redondo, après trois ans de relation.

## Filmographie

### Cinéma
- 2014 : M de iMportante : Alejandra
- 2015 : Hagamos un corto : Oka[11]
- 2020 : Escuela de Nada Salva La Navidad : Novia

### Télévision
Années 2010
- 2013 : Gossip Girl: Acapulco : Bárbara Fuenmayor (26 épisodes)
- 2015 : Señorita Pólvora : Emilia Marín (55 épisodes)
- 2015–2016 : Bajo el mismo cielo : Susana "Susy" Sanders
- 2015–2016 : ¿Quién es quién? : Yesenia Pérez
- 2016–2018 : Señora Acero : Rosario Franco (266 épisodes)
- 2018 : La Piloto : Olivia Nieves[12]
- 2019 : Cita a ciegas : Marina Salazar Fuentes.

Années 2020
- 2021–2022 : Madre sólo hay dos : Elena[13]
- 2021 : Au nom de la vengeance : Juana Caridad
- 2022 : Cœur guerrier : Doménica Ruiz-Montalvo
- 2022 : Sous la braise : Leonara Robledo[14]
- 2023 : Les Liaisons du péché : Elsa Quiroga[15]
- 2023 : Senda prohibida : Silvia Bonilla[16]
- 2024 : Marea de pasiones : Luisa Grajales[17]
- 2024-2025 : Las hijas de la señora García : Valeria García[18],[19]

### Apparitions dans des clips musicaux
- 2011 : Francisco Rey – Si tú te vas
- 2013 : Paty Cantú – Dicen por ahí
- 2013 : Carla Mauri – Tengo que olvidarme de ti
- 2015 : Diego Amozurrutia – Cada noche

### Théâtre
- 2016 : Te presento a Lucas : Martha
- 2016 : Guardería ABC : Mariana
- 2019 : Estelas del Narco : Estela
- 2022 : El inicio de todo : Paulina

### Récompenses et nominations
- 2016 : Premios Tu Mundo : Nommée dans la catégorie « Révélation de l’année » pour son rôle dans Bajo el mismo cielo[20].